# آدم ييتس (دراج)
آدم ييتس (بالإنجليزية: Adam Yates)‏ مواليد 7 أغسطس 1992 في المملكة المتحدة، هو دراج بريطاني في صنف سباق الدراجات على الطريق.

## سباقات أو مراحل فاز بها
| التاريخ        | السباق                              | المركز                                                                  |
| -------------- | ----------------------------------- | ----------------------------------------------------------------------- |
| 31 أغسطس 2013  | تور دي أفينير 2013                  | الثاني في التصنيف العام، الثاني في تصنيف الجبال، الثاني في تصنيف النقاط |
| 04 مايو 2014   | طواف تركيا 2014                     |                                                                         |
| 18 مايو 2014   | طواف كاليفورنيا 2014                | الثاني في تصنيف أفضل شاب، الخامس في التصنيف العام                       |
| 26 يوليو 2014  | جي بي إندوستريا وأرتيجياناتو 2014   | الأول في التصنيف العام                                                  |
| 17 مارس 2015   | تيرينو ادرياتيكو 2015               | الثالث في تصنيف أفضل شاب، التاسع في التصنيف العام                       |
| 26 يوليو 2015  | سباق طواف فرنسا 2015                | السابع في تصنيف أفضل شاب                                                |
| 01 أغسطس 2015  | طواف سان سيباستيان 2015             | الأول في التصنيف العام                                                  |
| 07 سبتمبر 2015 | طواف ألبترا 2015                    | الثاني في التصنيف العام                                                 |
| 13 سبتمبر 2015 | جائزة مونتريال الكبرى للدراجات 2015 | الثاني في التصنيف العام                                                 |
| 15 مارس 2016   | تيرينو ادرياتيكو 2016               | الثاني في تصنيف أفضل شاب                                                |
| 02 أبريل 2016  | جائزة ميغيل إندوراين 2016           | المرتبة 15 في التصنيف العام                                             |
| 24 يوليو 2016  | طواف فرنسا 2016                     | الأول في تصنيف أفضل شاب، الرابع في التصنيف العام                        |
| 05 مارس 2017   | جي بي إندوستريا وأرتيجياناتو 2017   | الأول في التصنيف العام                                                  |
| 13 أبريل 2019  | طواف إقليم الباسك 2019              | الأول في تصنيف الجبال، الثاني في تصنيف النقاط، الخامس في التصنيف العام  |
| 06 أكتوبر 2019 | طواف كرواتيا 2019                   | الأول في التصنيف العام، الأول في تصنيف الجبال، الخامس في تصنيف النقاط   |
| 27 فبراير 2020 | طواف الإمارات 2020                  | الأول في التصنيف العام، الرابع في تصنيف النقاط                          |
| 28 مارس 2021   | فولتا كاتالونيا 2021                | الأول في التصنيف العام، الثاني في تصنيف الجبال، الخامس في تصنيف النقاط  |
| 28 أغسطس 2022  | دويتشلاند تور 2022                  | الأول في التصنيف العام، الثاني في تصنيف النقاط، السابع في تصنيف الجبال  |
| 30 أبريل 2023  | طواف روماندي 2023                   | الأول في التصنيف العام، الثالث في تصنيف الجبال، الرابع في تصنيف النقاط  |
| 19 أغسطس 2023  | طواف برغش 2023                      | الأول في تصنيف الجبال، الثالث في التصنيف العام، الثالث في تصنيف النقاط  |
| 10 سبتمبر 2023 | جائزة مونتريال الكبرى للدراجات 2023 | الأول في التصنيف العام                                                  |
| 14 فبراير 2024 | طواف عمان 2024                      | الأول في التصنيف العام، الخامس في تصنيف النقاط                          |
| 16 يونيو 2024  | طواف سويسرا 2024                    | الأول في التصنيف العام، الأول في تصنيف الجبال، الأول في تصنيف النقاط    |
| 12 فبراير 2025 | 2025 Tour of Oman                   | الأول في التصنيف العام، الثالث في تصنيف النقاط                          |